# 法兰克福轰炸
法兰克福轰炸是二战期间由英国皇家空军（自1940年6月）和美国陆军航空軍（自1943年10月）发动的针对德国城市法兰克福的75次空袭行动。自1943年“千机大轰炸”行动开始，特别是1944年3月18日和22日的两次重大轰炸彻底而永久地改变了城市的面貌。轰炸直至1945年3月结束，倾泻了约两万六千吨炸弹，城市52%以上遭到摧毁。
1944年3月轰炸形成的火灾暴风，焚毁了几乎法兰克福整个中世纪老城和新城，包括作为文化遗产的1800幢框架建筑。博肯海姆、罗德海姆、Rödelheim, 东端和Oberrad这几个城区70%以上也遭到了摧毁。